# Казван Дмитро
Дмитро́ Казва́н (псевдо: «Черник», «Гриць») (нар. 1918, с. Охматків, нині Демидівський район, Рівненська область — пом. 14 березня 1946, поблизу с. Глибока Долина, нині Демидівський район, Рівненська область) — український військовик, майор УПА, начальник штабу військової округи ВО «Богун».
Лицар Золотого Хреста Бойової Заслуги 2-го кл.

## Життєпис
Народився Дмитро Казван у 1918 році в селі Охматків, нині Демидівський район на Рівненщині.
Навчався в духовній семінарії.

## В лавах УПА

Командування ВО «Богун» разом з прибулими гостями в с. Будераж (Здолбунівський район) Здолбунівського району Рівненської області (грудень 1943 р.). Нижній ряд (зліва направо): шеф розвідвідділу (ШРВ) «Немо» (Андрій Кисіль); член проводу ОУН(б) «Іванів» (Омелян Логуш); керівник угорської місії до УПА підполковник Ференц Мартон; комендант запілля УПА-Північ «Горбенко» (Ростислав Волошин); командир ВО «Богун» «Еней» (Петро Олійник); керівник охорони делегації «Кропива» (Василь Процюк). Верхній ряд: заступник ШРВ «Палій» (Василь Коренюк); господарчий референт УПА-Північ «Зубатий» (Василь Мороз); шеф штабу ВО «Богун» «Черник» (Дмитро Казван).

В деяких джерелах Дмитра Казвана-«Черника» вказують як керівника штабу групи УПА-Південь. Проте достовірно відомо, що він був начальником штабу військової округи ВО «Богун», що охоплювала південну частину Рівненщини, і входила до групи УПА-Північ, а з лютого 1944 була включена до УПА-Південь. Можливо, ці обставини і дали підставу говорити про «Черника», як начштабу УПА-Південь.
У грудні 1943 року в с. Будераж (Здолбунівський район) Здолбунівського району Рівненської області Дмитро Казван, будучи шефом штабу ВО «Богун», брав участь у зустрічі з угорською місією до УПА.
Якщо згадати, що кілька тижнів до цього, 21—22 листопада 1943 у цьому ж с. Будераж (Здолбунівський район) відбулася Перша конференція поневолених народів Сходу Європи і Азії, яка започаткувала світовий Антибільшовицький блок народів і беручи до уваги, що подія відбувалась на території ВО «Богун», то швидше за все Д. Казван також брав участь у цій конференції.
В травні 1944 року «Черник» був поранений і його на посаді начштабу змінив Загоруйко Андрій («Гармаш»).
Після згортання великих з'єднань УПА і перехід у підпілля, Дмитро Казван був провідником ОУН в Дубненському надрайоні.

## Загибель
Існують різні версії щодо дати загибелі.
По одній — загинув разом з охоронцем 14 березня 1946 року на хуторі за селом Глибока Долина, нині Демидівського району в нерівному бою із загоном НКВС.
По другій — під час облави НКВД 10 березня 1945 року на Пляшівському хуторі, біля лісу, в родині Семенюка Івана. Вночі їх тіла таємниче зникли.

## Родина
Молодший брат Дмитра, Микола Казван («Гірняк»), також вояк УПА — сотенний командир, — загинув у 1944 році, у віці 23 років. В останню мить свого життя він, аби не потрапити до рук енкаведистів, кинув собі під ноги гранату.
У рядах УПА була і сестра Дмитра та Миколи Віра, працювала у відділі пропаганди. Була заарештована, але їй вдалось вирватися з енкаведистських лабет. У 1947 році Віра, рятуючись від переслідування, змушена була залишити Рівненщину, де народилася і виросла, та разом з матір'ю і молодшою сестрою Любою (вони також переховувалися) перебратися на Житомирщину — в нинішній Баранівський район — рідні краї своєї матері. А потім довелося шукати прихистку й на Хмельниччині.
Без будь-яких документів, під чужим прізвищем та ім'ям (Ганна) довгі роки поневірялася. Тяжко працювала на торфорозробках, у наймах, в колгоспі… Вийшовши заміж за сільського вчителя, уже через чотири роки залишилася вдовою з двома маленькими синочками на руках. Виростила, а сини не знали справжнього імені своєї матері аж до 1991 року, до дня проголошення незалежності України…